# Evelyn Ugalde
Evelyn Ugalde Barrantes (San Joaquín, 1975) es una periodista, escritora, editora y promotora cultural de Costa Rica, recibió dos veces Premio Nacional Joaquín García Monge de divulgación cultural por su labor, primero en 2009 y en 2013 como productora y junto al resto del equipo del programa cultural Punto y Coma

## Biografía
Ugalde nació en San Joaquín de Flores, en 1975. Cursó comunicación colectiva en la Universidad de Costa Rica, habiendo laborado como periodista en medios como La Nación, La Prensa Libre, Canal 7, Central American Weekly y como productora, conductora y guionista del programa literario Punto y Coma de Canal 13, cofundadora de la revista literaria Clubdelibros en 2001. En 2012 fue elegida personaje cultural del año. Además fundó en ese año la Editorial Clubdelibros especializada en literatura fantástica y promoción de la literatura.

## Carrera literaria
Ugalde se ha especializado en literatura para niños y muchas de sus obras están dirigidas al público lector infantil y al fomento de la lectura.  
Es coautora del libro Una estrategia de animación a la lectura para cada día y 100 estrategias de animación a la lectura para secundaria. Su libro Cuando los cuentos crecen, ha sido publicado en Costa Rica en 6 ediciones, en Colombia por medio de Editorial Oveja Negra, con Editorial Gente Nueva en Cuba, en Perú con Editorial Malabares y con Editorial Santuario para República Dominicana. Su libro El cuentasueños fue publicado por Atabal (2006) en Costa Rica y por Izar Ediciones en Uruguay. En 2013 publicó además El mundo de los amigos invisibles.
También ha participado con cuentos en las antologías; Objeto no identificado y otros cuentos de ciencia ficción, POE Siglo XXI, Telarañas; cuentos de terror costarricenses, El fin del mundo: cuentos apocalípticos, Buajaja; cuentos de miedo para niños valientes, Penumbras; cuentos de terror costarricenses, y otros.
Ugalde fue galardonada con el Premio Legión del Libro otorgado por la Cámara Uruguaya del Libro.

### Antologías de cuentos
- Cuando los cuentos crecen (Atabal, 2006)
- El mundo de los amigos imaginarios (Clubdelibros, 2013)
- Los cuentos están locos (Clubdelibros, 2014)

### Novelas
- El cuentasueños (Atabal, 2007)

### Colaboraciones
Participante con un cuento en:
- El despertar de las leyendas, antología Aquelarre.
- A Costa Rica nunca más, antología POE Siglo XXI
- Deja Vú, antología Telarañas
- Amor virtual, antología Objeto no identificado
- Contemos historias de miedo, antología Buajaja
- Yo quiero un cuento de susto, antología Penumbras
- Huyendo del país de Nunca Jamás, antología Mi media cebolla

### Promoción cultural
- Una estrategia de animación a la lectura para cada día (coautoría con Kattia Muñoz, Clubdelibros 2006).
- 100 estrategias de animación a la lectura para secundaria (Clubdelibros, 2012)